# François-Marie Bastian
François-Marie Bastian (italianisé en Francesco Bastian), né en 1795 et mort le 25 août 1855 à Barby (La Côte-d'Hyot), est un avocat et homme politique savoyard.

## Biographie

### Origines
François-Marie Bastian naît en 1795, dans le département du Mont-Blanc. En effet, le duché de Savoie a été annexé par la France révolutionnaire, par décret du 27 novembre 1792. Il est le fils de Joseph-Gaspard Bastian (1761-1836), juge pendant la période d'occupation française jusqu'en 1800, et Jacqueline Ducret, fille d'un sénateur. Il appartient à une famille de notables, les Bastian, originaires de Peillonnex.
Il fait des études de droit et devient avocat.

### Carrière politique
La Constitution de 1848 ouvre de nouvelles perspectives politiques. Il est choisi, en mai 1848, par le collège de Bonneville comme représentant de la Savoie au parlement du royaume de Sardaigne à Turin, pour la Ire législature. Il est remplacé par son neveu Joseph Jacquier-Châtrier. Par ailleurs, son lointain cousin Claude-Marie Bastian (1799-1872) sera lui aussi représentant à la chambre pour le collège de Saint-Julien. Il est choisi ensuite par le collège de Taninges pour représenter la Savoie au cours des législatures suivantes (IIe, février 1849-mars 1849 ; IIIe, juillet 1849-novembre 1849 et IVe, décembre 1849-novembre 1853). Il est associé au parti libéra.
Il est notamment l'auteur auteur d’un projet de loi comprenant le Chablais et le Faucigny dans la zone douanière, en 1850.
François-Marie Bastian meurt le 25 août 1855 au hameau de Barby, dans l'ancienne commune de La Côte-d'Hyot,.